# Воловодец
Воловодецът (Orobanche) е род, включващ 150 вида, които са паразитни растения от семейство Orobanchaceae.
Стъблото е високо 3-80 cm, с люсповидни листа без видим хлорофил, често с луковица в основата. Съцветието е класовидно, понякога разклонено. Цветовете са зигоморфни, приседнали или с къси дръжки. Чашката е звънчевидна (с 4-5 зъбчета) или разсечена на два дяла. Венчетата са различно оцветени, двуустни, овласени; горната устна е двуделна, понякога почти цяла; долната устна е триделна. Тичинките са двусилни (4 на брой, 2 по-къси). Завръзът е горен, от два плодолиста. Стълбчето израства след развитието на прашниците. Близалцето е двуделно с характерна форма за всеки вид. Плодът е разпуклива паракарпна кутийка. Семената са с дължина от 200 до 500 µm.
Цъфтят от края на април до края на ноември.
Тези растения са облигатни хетеротрофи. От растението израства хаусторий (видоизменен корен), който атакува корените на съседните растения. Така закачен за друго растение изсмуква водата и хранителните вещества на растението гостоприемник.
В България се срещат 22 вида. От тях 3 вида са плевели (наричани с името „синя китка“), някои са със славата на лечебни. Три вида са балкански ендемити.
Таксономичният статус на видовете от този род е спорен. Според класическото разбиране, този род обединява по-голямата част от паразитните видове в сем. Orobanchaceae. Въпреки това, много автори приемат таксономичната схема, при която се отделя подрод или род Phelipanche. Разпознаването на двата рода е сравнително лесно. При род Phelipanche чашката е от 4-5 сраснали листчета, с 2 приоцветничета под нея. При видовете от род Orobanche липсват прицветничета и чашката е дълбоко разделена на 2 самостоятелни дяла.

## Списък на видовете от родOrobanche(s.l.) в България
Orobanche (s.s.)
- Orobanche alba
- Orobanche alsatica
- Orobanche amethystea
- Orobanche cernua
- Orobanche crenata
- Orobanche elatior
- Orobanche esulae
- Orobanche gracilis
- Orobanche loricata
- Orobanche lutea
- Orobanche minor
- Orobanche pancicii
- Orobanche pubescens
- Orobanche reticulata
- Orobanche serbica
- Orobanche teucrii

Phelipanche Pomel
- Orobanche arenaria (Phelipanche arenaria)
- Orobanche mutelii (Phelipanche mutelii)
- Orobanche nana (Phelipanche nana)
- Orobanche oxyloba (Phelipancje oxyloba)
- Orobanche purpurea (Phelipanche purpurea)
- Orobanche ramosa (Phelipanche ramosa)

|  | Тази страница частично или изцяло представлява превод на страницата Orobanche в Уикипедия на английски. Оригиналният текст, както и този превод, са защитени от Лиценза „Криейтив Комънс – Признание – Споделяне на споделеното“, а за съдържание, създадено преди юни 2009 година – от Лиценза за свободна документация на ГНУ. Прегледайте историята на редакциите на оригиналната страница, както и на преводната страница, за да видите списъка на съавторите. ВАЖНО: Този шаблон се отнася единствено до авторските права върху съдържанието на статията. Добавянето му не отменя изискването да се посочват конкретни източници на твърденията, които да бъдат благонадеждни. |

1. ↑  Стоянов, Кирил. Облигатни паразити от сем. Orobanchaceae (Воловодецови) в България.   София, Интел Ентранс, 2020. ISBN 978-619-7554-36-6.
2. ↑  Стоянов К., Райчева Цв. & Чешмеджиев И. Orobanche L. //  Определител на местни и чужди растения в България.   Академично издателство на Аграрния университет, Пловдив, 2022 (2025). (на български)
3. ↑  Стоянов К., Райчева Цв. & Чешмеджиев И. Род Phelipanche Pomel //  Определител на местни и чужди растения в България.   Академично издателство на Аграрния университет, Пловдив., 2022 (2025). (на български)